# Hexental

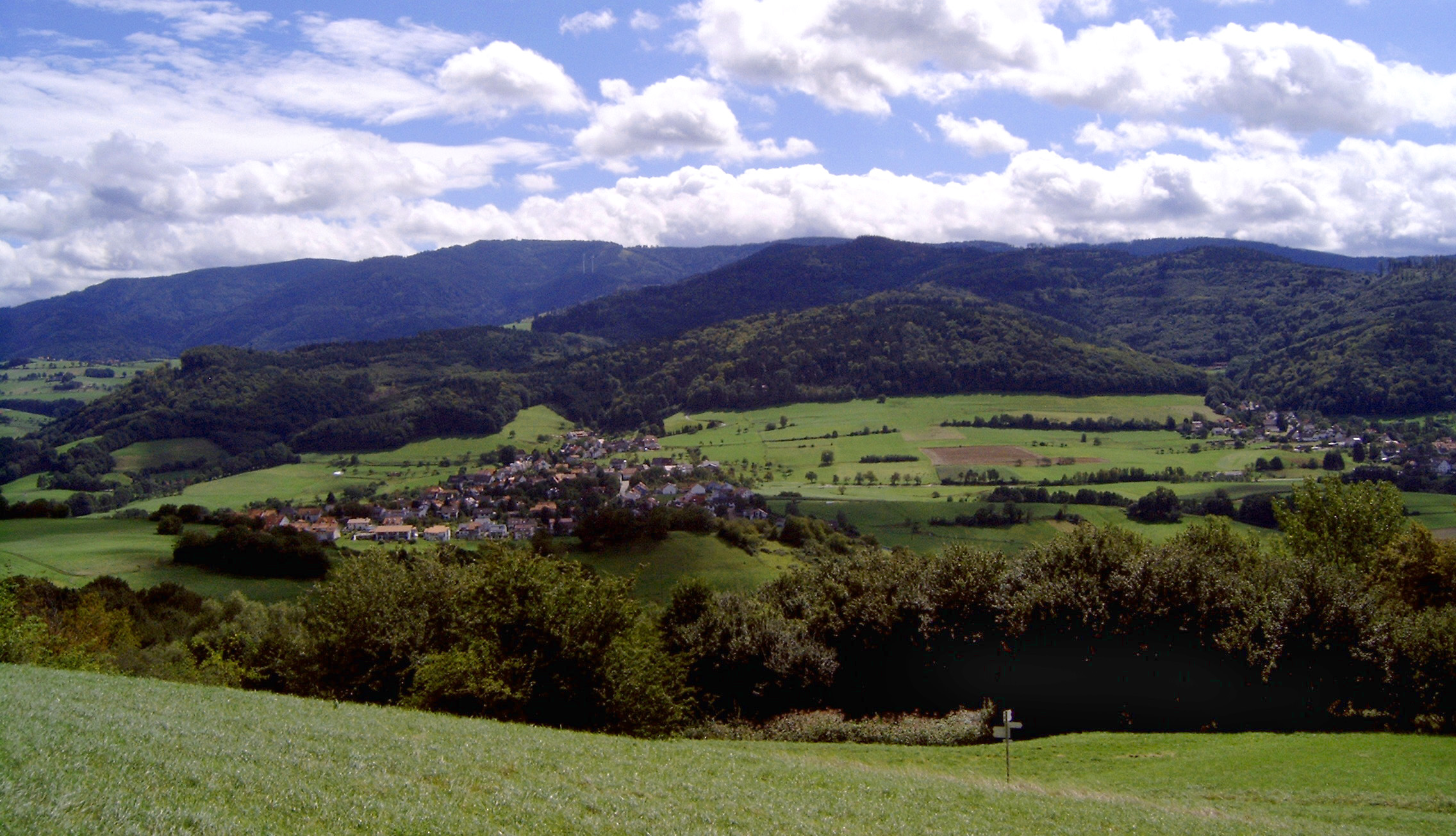
Blick vom Schönberg (obere Englematt) auf Wittnau mit Schauinsland im Hintergrund, rechts Sölden

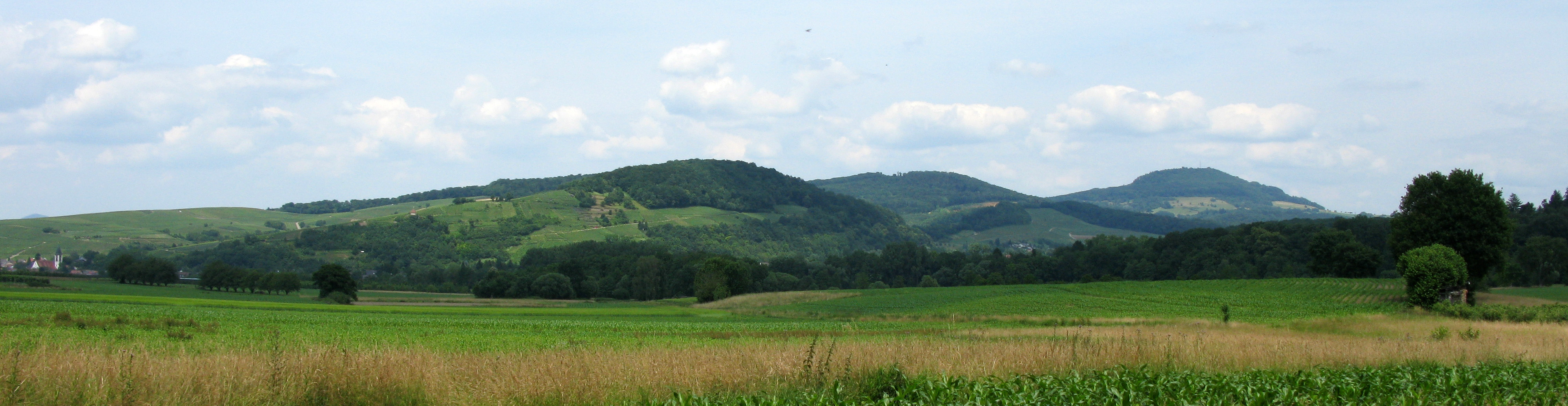
Schönbergmassiv mit südlichem Eingang zum Hexental

Das Hexental ist eine durch die Hauptbruchzone des Oberrheingrabens gebildete Tallandschaft südlich von Freiburg im Breisgau. Sie trennt das Schönbergmassiv im Westen vom östlich gelegenen Schwarzwald. Der Name Hexental leitet sich von Hagstal ab.

## Geografie
Eigentlich handelt es sich um zwei Täler, die an ihrem jeweils höchsten Punkt auf etwa 400 m ü. NN südlich von Wittnau zusammenstoßen. Der nördliche Teil des Tales mit den Ortschaften Merzhausen und Au, sowie Horben am oberen Ende des östlich abzweigenden Katzentales wird über den dort Reichenbach genannten Bach in die Dreisam entwässert.  Der südliche Teil mit Sölden und Bollschweil wird von der Möhlin entwässert. Die nördlichen und südlichen Enden des Hexentals liegen auf etwa 250 m ü. NN, Horben am oberen dem Schwarzwald zugewandten Rand des Katzentales liegt auf etwa 600 m ü. NN.
Durch das Hexental verläuft der Anfang des Bettlerpfads.

## Wirtschaft und Verwaltung
Die Gemeinden sind rasch wachsende Wohngemeinden im Umkreis der Großstadt Freiburg, wohin viele Bewohner zur Arbeit pendeln. Daneben gibt es noch vereinzelt Land- und Waldwirtschaft, in geringem Umfang auch Weinbau. Auch spielt der Tourismus eine Rolle und in Wittnau gibt es eine Rehaklinik.
Die Gemeinden haben sich mit Ausnahme von Bollschweil 1971 zur Verwaltungsgemeinschaft Hexental zusammengeschlossen, um ihre Selbständigkeit gegenüber der Stadt Freiburg bewahren zu können. Schon 1970 wurde der Zweckverband Wasserversorgung Hexental gegründet, dem außer Horben alle Verbandsgemeinden angehören.

## Verkehr
Durch das Hexental verkehrt die Buslinie 7208 der Südbadenbus GmbH von Freiburg nach Ehrenkirchen, teilweise bis Bad Krozingen und Staufen, auf der Landesstraße 122. Parallel dazu verläuft ein Radweg als Verlängerung der Radvorrangroute FR 7.

## Schutzgebiete
Der Östliche Teil des Tales ab Au bis hinter Sölden ist seit 18. Januar 2008 mit einer Größe von 525,9 Hektar als Landschaftsschutzgebiet Östliches Hexental (Schutzgebietsnummer 3.15.045) ausgewiesen. Der Westteil gehört zum Gebiet Schönberg (1982) (Schutzgebietsnummer 3.15.015), das bereits seit 23. August 1982 mit einer Größe von 1.310,1 Hektar Landschaftsschutzgebiet ist und sich bis Pfaffenweiler und Ebringen erstreckt.  